# Жозе-Андре Лакур
Жозѐ-Андрѐ Лаку̀р (на френски: José-André Lacour) е белгийски писател, драматург, преводач, сценарист и режисьор.
Роден е на 27 октомври 1919 година в Жили, днес част от Шарлероа. Завършва Брюкселския свободен университет, след което публикува няколко романа, един от които е заснет през 1956 година от Луис Бунюел като „Смъртта в тази градина“. През следващите години Лакур работи главно във Франция и се утвърждава преди всичко като драматург.
Жозе-Андре Лакур умира от инфаркт на 13 ноември 2005 година в Париж.